# 5203 Pavarotti
5203 Pavarotti este un asteroid din centura principală, descoperit pe 27 septembrie 1984, de Zdeňka Vávrová.